# Brabira atkinsonii
Brabira atkinsonii är en fjärilsart som beskrevs av Moore 1888. Brabira atkinsonii ingår i släktet Brabira och familjen mätare. Inga underarter finns listade i Catalogue of Life.